# Buitenplaats De Griffioen

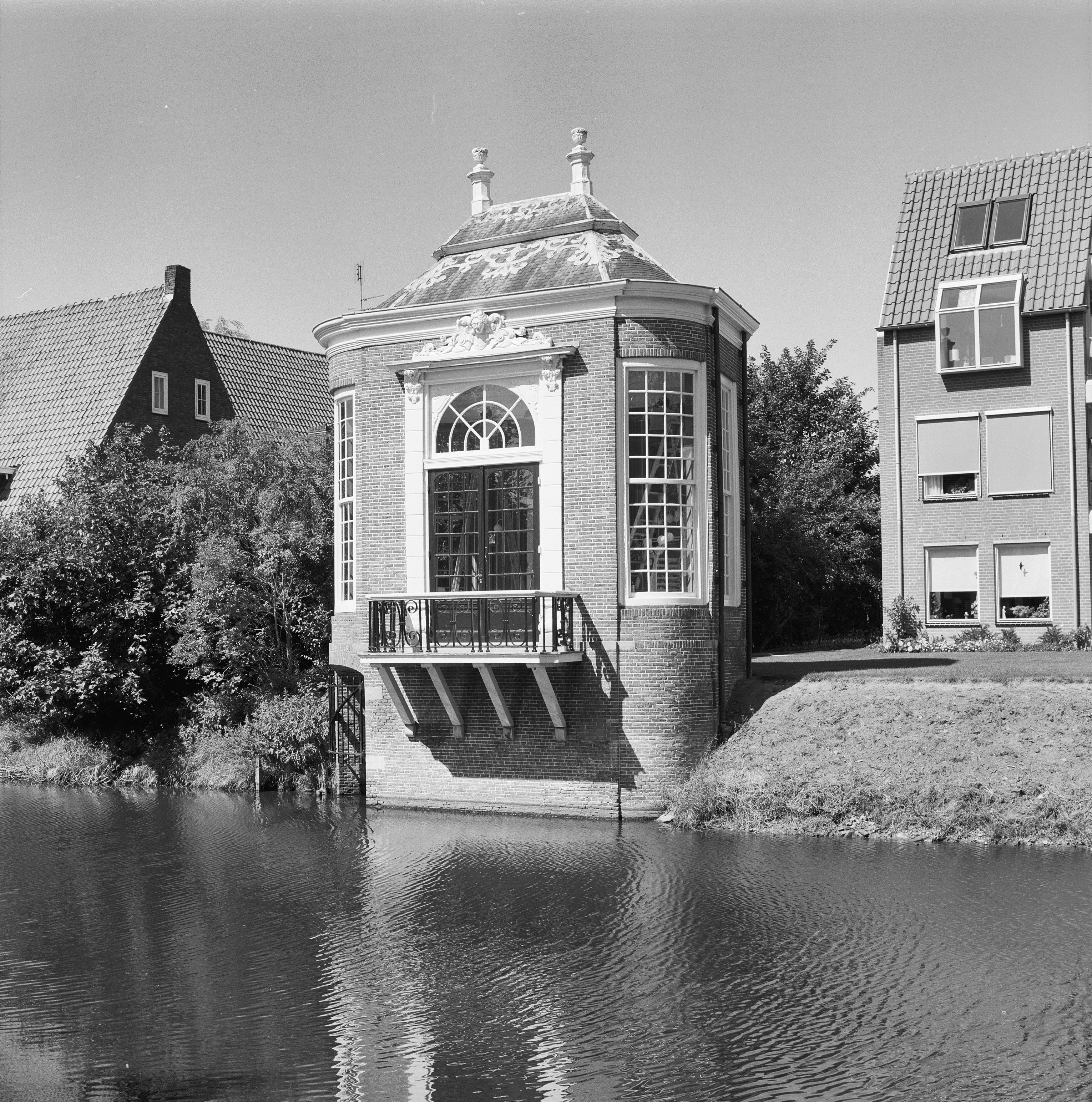
De theekoepel uit 1733

Buitenplaats De Griffioen of ’t Hof De Griffioen is een voormalige buitenplaats en rijksmonument aan de Seissingel 100 in Middelburg in de provincie Zeeland.

## Geschiedenis
De buitenplaats werd gebouwd midden 17e eeuw. Rond 1720 werd een nieuwe voorgevel met een omlijste ingang opgetrokken door Herman van de Putte, medeoprichter van de Middelburgsche Commercie Compagnie. Deze gevel werd midden 19e eeuw gemoderniseerd. De theekoepel werd in 1733 gebouwd voor Maria Johanna, de dochter van Herman van de Putte, en haar echtgenoot Johan Asuerus Schorer.
Op een Hattinga-kaart uit 1750 is duidelijk te zien dat de buitenplaats aan weerszijden van de Domburgse watergang lag. In de Gouden Eeuw waren er op Walcheren wel circa 200 buitenplaatsen met grote statige huizen en parken. Tijdens de Franse tijd zijn vele buitenplaatsen vervallen of afgebroken en werden de parken terug omgezet naar akkers. Op de plaats van vroegere buitenverblijven zijn veelal boerderijen en resten van oude grachten en grote toegangspoorten te vinden. Van de buitenplaats resten nog de theekoepel uit 1733 aan de watergang en een grand canal dat uitloopt in een komvormige vijver.

## Beschrijving
Het huis heeft een rechte gevel van vijf traveeën en een schilddak dat met pirons bekroond werd. Boven de strakke lijst bevinden zich twee getoogde dakkapellen met vleugelstukken. Het huis werd later ingerijpend verbouwd met een grote moderne aanbouw aan de achterzijde.
De theekoepel uit de 18e eeuw is een vrijstaand verdiepingloos vierzijdig gebouwtje met ronde hoeken. De deuren zijn omlijst met snijwerk en op het schilddak staan vaasjes.